# Denzel Washington
Denzel Hayes Washington, Jr. (Mount Vernon, Nueva York, 28 de diciembre de 1954) es un actor, productor y director de cine estadounidense, ganador de tres Globo de Oro, un Premio del Sindicato de Actores, un premio Tony y dos premios Óscar por las cintas Glory como mejor actor de reparto, en 1989, y por Día de entrenamiento como mejor actor principal, en 2001. En 2020, el New York Times lo calificó como el gran actor del siglo XXI. Conocido por sus actuaciones en la pantalla y el escenario, ha sido descrito como un actor que reconfiguró "el concepto de cómo ser una estrella de cine", relacionándolo con personajes definidos por su gracia, dignidad, humanidad y fuerza interior.
Denzel Washington empezó su carrera como actor en el teatro, interviniendo en representaciones "off-Broadway" entre las cuales se encuentra Coriolanus, de William Shakespeare, en 1979. Washington ha recibido el reconocimiento de la crítica especializada a lo largo de su carrera desde su debut en 1977, encarnando en muchas ocasiones personajes de la vida real. Algunos de ellos han sido: el activista sudafricano Steve Biko en Grito de libertad de 1987, el defensor de los derechos humanos Malcolm X en Malcolm X de 1992, el boxeador canadiense Rubin Carter en The Hurricane de 1999, el entrenador de fútbol americano Herman Boone en Remember the Titans de 2000, el poeta modernista Melvin B. Tolson en Grandes debates de 2007 y el narcotraficante Frank Lucas en American Gangster de 2007, entre otros. Ha colaborado frecuentemente con el productor estadounidense Jerry Bruckheimer y ha trabajado en numerosas ocasiones con los directores Spike Lee, Antoine Fuqua y Tony Scott. En 2016 fue homenajeado por la Asociación de la Prensa Extranjera de Hollywood con el Premio Cecil B. DeMille durante la septuagésima tercera ceremonia de entrega de los Globo de Oro.
En 2002, Denzel Washington realizó su debut como director cinematográfico con la cinta biográfica Antwone Fisher: el triunfo del espíritu. Su segunda cinta, Grandes debates, fue estrenada en 2007. Su trabajo más reciente como director, Fences, fue estrenado el 16 de diciembre de 2016 y cuenta con él y la actriz Viola Davis en los papeles estelares. Fences le originó su séptima candidatura al Óscar como mejor actor principal.

## Biografía
Denzel Washington nació el 28 de diciembre de 1954 en Mount Vernon, Nueva York, segundo de tres hijos de Denzel Hayes Washington Sr., un ministro pentecostal, y Lennis "Lynne" Washington, propietaria de un salón de belleza. En un principio, Denzel pensaba dedicarse a la medicina, pero finalmente inició la carrera de periodismo en la Universidad de Fordham.
De niño asistió a la escuela primaria Pennington-Grimes en Mount Vernon hasta 1968. Cuando tenía 14 años, sus padres se divorciaron y su madre lo envió a la escuela preparatoria en la Military Academy en New Windsor, Nueva York. Washington dijo más tarde: "Esa decisión cambió mi vida, porque no habría sobrevivido de haber seguido en la dirección en la que me movía entonces. Los muchachos con los que estaba saliendo en ese momento, mis compañeros de carrera, ahora han pasado quizás 40 años combinados en la penitenciaría. Eran buenos muchachos, pero las calles los atraparon". Después, asistió a la Mainland High School en Daytona Beach, Florida, de 1970 a 1971. Estaba interesado en asistir a la Texas Tech University: "Crecí en el Boys Club de Mount Vernon, y éramos los Red Raiders. Entonces, cuando estaba en la escuela secundaria, quería ir a la Texas Tech en Lubbock solo porque se llamaban los Red Raiders y sus uniformes se parecían a los nuestros". Obtuvo una licenciatura en Drama y Periodismo de la Universidad de Fordham en 1977. En Fordham, jugó baloncesto universitario como guardia bajo la dirección del entrenador P. J. Carlesimo. Después de un periodo de indecisión sobre qué especialización estudiar y de tomarse un semestre libre, Denzel Washington trabajó como director de artes creativas del campamento de verano durante la noche en Camp Sloane YMCA en Lakeville, Connecticut. Participó en un concurso de talentos del personal para los campistas y un colega le sugirió que intentara actuar.

## Trayectoria

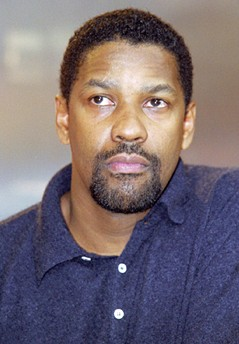
Denzel Washington en 2000

La carrera profesional en el teatro neoyorquino de Denzel Washington comenzó con Shakespeare in the Park, de Joseph Papp, a la que siguieron rápidamente numerosas producciones, entre ellas, Ceremonies in Dark Old Men, Chickens Coming Home to Roost, Otelo o Man and Superman. Su versatilidad como actor le proporcionó pronto trabajo en producciones televisivas como el telefilme Wilma en 1977 (su primera actuación en una película), Flesh and Blood (1979), Carbon Copy (1981) o la serie St. Elsewhere (1982-1988), en la que alcanzó la fama por su interpretación durante seis temporadas del Dr. Phillip Chandler. Tuvo su primer papel protagonista en 1981 con Carbon Copy. En 1987 Denzel Washington interpretó el papel del activista negro sudafricano Stephen Biko en Cry Freedom (Grita libertad o Grito de libertad), del británico Richard Attenborough, papel por el cual fue nominado al Óscar como Mejor actor de reparto. En 1989 interpretó uno de los papeles protagonistas en Glory, acerca de la participación de los afroamericanos en la guerra civil estadounidense, por el cual ganó el Óscar al mejor actor de reparto.
Denzel Washington interpretó uno de sus papeles más aclamados por la crítica en la película Malcolm X de 1992, dirigida por Spike Lee, donde su interpretación del líder del nacionalismo negro le reportó una nominación al Óscar al mejor actor. Tanto el influyente crítico de cine Roger Ebert como el aclamado director de cine Martin Scorsese nombraron a la película como una de las diez mejores de los años 90.
Malcolm X transformó la carrera de Denzel Washington, convirtiéndolo en uno de los actores de Hollywood más respetados y aclamados. Rechazó varios papeles similares, como la posibilidad de interpretar a Martin Luther King.
Denzel Washington interpretó el papel del abogado Joe Miller en Philadelphia (1993), junto a Tom Hanks y Antonio Banderas, pero esta vez la Academia ni siquiera lo nominó. Tom Hanks, sin embargo, dijo de él que era el actor del que más había aprendido.
Durante el resto de los años 90 apareció en películas como El informe Pelícano, Marea roja, La mujer del predicador, Fallen y El coleccionista de huesos, que fueron éxitos de taquilla. En 1999 trabajó en Huracán Carter, en la que encarnaba a un boxeador acusado injustamente de un triple homicidio por el que permaneció en prisión veinte años. Por este papel obtuvo el Globo de Oro y el Oso de Plata de la Berlinale.
Denzel Washington tiene un estilo muy particular que mezcla la bondad y la pasión. Esta mezcla innata le confiere a los complicados personajes que interpreta una solidez muy creíble que apasiona al público. Quizás una de las interpretaciones más representativas de su estilo sea en el film dramático John Q, de Nick Cassavetes, con Robert Duvall y Anne Heche.
Denzel Washington hizo su debut como director con Antwone Fisher, en 2002, una película que coprotagonizó junto a Derek Luke, en la que interpreta a un psiquiatra naval que ayuda a un joven marine con un traumático pasado.
También ha participado en grandes películas como El fuego de la venganza,  El mensajero del miedo (2004) y Plan oculto (2006).
En 2007 protagoniza American Gangster, rodada bajo las órdenes de Ridley Scott y acompañado en el reparto por Russell Crowe, en la que interpreta a Frank Lucas, un vendedor de heroína de Harlem de la década de los 60.
Denzel Washington también ha asumido un tipo de papel muy diferente, ya que actuó como productor ejecutivo de dos documentales biográficos: Half past autumn: The Gordon Parks Story, que fue nominado para dos premios Emmy en las categorías de Especial de no ficción y Director de fotografía de un programa de no ficción. Su narración de la leyenda de John Henry fue nominada para un Grammy en 1996 en la categoría de Mejor álbum hablado para niños y fue galardonado con el premio NAACP por su interpretación en el especial infantil de dibujos animados Happily Ever After: Rumpelstiltskin.
El 12 de noviembre del 2024, anunció que se va a retirar de la actuación profesional cuando termine de rodar las 5 películas que está grabando en la actualidad, culminando así con cerca de 5 décadas de carrera.

## Condecoraciones
El 18 de mayo de 1991 fue nombrado doctor honoris causa por la Universidad de Fordham, por "lograr explorar de manera impresionante el límite de su talento multifacético".
El 20 de mayo de 2007 fue nombrado doctor honoris causa en Humanidades por el Morehouse College.
El 16 de mayo de 2011 fue nombrado doctor honoris causa en Artes por la Universidad de Pensilvania.
El 7 de julio de 2022, recibió de manos del Presidente de los Estados Unidos, Joe Biden, la Medalla Presidencial de la Libertad, por su contribución a la igualdad y a los derechos civiles, aunque no lo pudo recibir, debido a que dio positivo al COVID-19, por el cual estuvo en aislamiento.
El 4 de enero de 2025 volvió a ser condecorado con la Medalla Presidencial de la Libertad.

## Vida personal

### Matrimonio y familia
El 25 de junio de 1983, Washington se casó con Pauletta Pearson, a quien conoció durante el rodaje de su primer trabajo en pantalla, la película para televisión Wilma. Tienen cuatro hijos: John David, también actor y exjugador de fútbol americano; Katia, quien se graduó de la Universidad Yale con una licenciatura en Artes en 2010; y los mellizos Olivia y Malcolm. Malcolm se graduó en la Universidad de Pensilvania con una licenciatura en estudios cinematográficos, y Olivia interpretó un papel en la película The Butler de Lee Daniels. Malcolm debutó como director con La lección de piano, con Denzel como productor y John David como protagonista. En 1995, Washington y su esposa renovaron sus votos matrimoniales en Sudáfrica, con Desmond Tutu oficiando.

### Religión
Es creyente en Jesucristo pentecostal y miembro de la Iglesia de Dios en Cristo del Oeste de Los Ángeles (Iglesia de Dios en Cristo), ubicada en Los Ángeles. Ha considerado convertirse en predicador. En 1999, declaró: "Una parte de mí todavía dice: 'Tal vez, Denzel, se supone que debes predicar. Tal vez todavía estás haciendo concesiones'. He tenido la oportunidad de interpretar a grandes hombres y, a través de sus palabras, predicar. Tomo en serio el talento que me han dado y quiero usarlo para el bien". En 1995 donó 2,5 millones de dólares para ayudar a construir la nueva instalación de la Iglesia de Dios en Cristo del Oeste de Los Ángeles. Washington dice que lee la Biblia diariamente. Washington fue bautizado y recibió su licencia ministerial del Templo Kelly de la Iglesia de Dios en Cristo el 21 de diciembre de 2024.

## Filmografía

### Actor
| Año  | Título                                  | Personaje                           |
| ---- | --------------------------------------- | ----------------------------------- |
| 1981 | Carbon Copy                             | Roger Porter                        |
| 1984 | A Soldier's Story                       | Private First Class Melvin Peterson |
| 1986 | Power                                   | Arnold Billings                     |
| 1987 | Cry Freedom                             | Steve Biko                          |
| 1988 | For Queen and Country                   | Reuben James                        |
| 1989 | The Mighty Quinn                        | Xavier Quinn                        |
| 1989 | Glory                                   | Private Silas Trip                  |
| 1990 | Heart Condition                         | Napoleon Stone                      |
| 1990 | Mo' Better Blues                        | Bleek Gilliam                       |
| 1991 | Mississippi Masala                      | Demetrius Williams                  |
| 1991 | Ricochet                                | Nick Styles                         |
| 1992 | Malcolm X                               | Malcolm X                           |
| 1993 | Mucho ruido y pocas nueces              | Don Pedro de Aragon                 |
| 1993 | El informe Pelícano                     | Gray Grantham                       |
| 1993 | Philadelphia                            | Joe Miller                          |
| 1995 | Marea roja                              | Lt. Commander Ron Hunter            |
| 1995 | Virtuosity                              | Lt. Parker Barnes                   |
| 1995 | El demonio vestido de azul              | Easy Rawlins                        |
| 1996 | Courage Under Fire                      | Lt. Colonel Nathaniel Serling       |
| 1996 | The Preacher's Wife                     | Dudley                              |
| 1998 | Poseídos                                | Detective John Hobbes               |
| 1998 | He Got Game                             | Jake Shuttlesworth                  |
| 1998 | The Siege                               | Anthony Hubbard                     |
| 1999 | El coleccionista de huesos              | Lincoln Rhyme                       |
| 1999 | The Hurricane                           | Rubin Carter                        |
| 2000 | Remember the Titans                     | Herman Boone                        |
| 2001 | Training Day                            | Alonzo Harris                       |
| 2002 | John Q                                  | John Quincy Archibald               |
| 2002 | Antwone Fisher: el triunfo del espíritu | Dr. Jerome Davenport                |
| 2003 | Out of Time                             | Matt Lee Whitlock                   |
| 2004 | Man on Fire                             | John W. Creasy                      |
| 2004 | The Manchurian Candidate                | Maj. Ben Marco                      |
| 2006 | Inside Man                              | Keith Frazier                       |
| 2006 | Déjà Vu                                 | Doug Carlin                         |
| 2007 | American Gangster                       | Frank Lucas                         |
| 2007 | The Great Debaters                      | Melvin B. Tolson                    |
| 2009 | The Taking of Pelham 123                | Walter Garber                       |
| 2010 | The Book of Eli                         | Eli                                 |
| 2010 | Unstoppable                             | Frank Barnes                        |
| 2012 | Safe House                              | Tobin Frost                         |
| 2012 | El vuelo                                | William "Whip" Whitaker Sr.         |
| 2013 | 2 Guns                                  | Robert "Bobby" Trench               |
| 2014 | The Equalizer                           | Robert McCall                       |
| 2016 | Los siete magníficos                    | Sam Chisolm                         |
| 2016 | Fences                                  | Troy Maxson                         |
| 2017 | Roman J. Israel, Esq.                   | Roman J. Israel                     |
| 2018 | The Equalizer 2                         | Robert McCall                       |
| 2021 | The Little Things                       | Deputy Sheriff Joe "Deke" Deacon    |
| 2021 | The Tragedy of Macbeth                  | Lord Macbeth                        |
| 2023 | The Equalizer 3                         | Robert McCall                       |
| 2024 | Gladiator II                            | Macrinus                            |
| TBA  | High and Low                            | TBA                                 |

### Narrador
- Baaka: The People of the Rainforest (1987) de Phil Agland.
- Great Performances (1992)
- Liberators: Fighting on Two Fronts in World War II (1992) Documental.
- The March. (2013) Documental

### Televisión
- St. Elsewhere (1982) de David Anspaugh, 137 episodios.
- Happyly Ever After: Fairy Tales for Every Child (1995 - 2000) Aparece en el capítulo Mother Goose en 1997. Es animación.

### Director
- Antwone Fisher: el triunfo del espíritu (2002)
- The Great Debaters'' (2007)
- Grey's Anatomy (serie de televisión) episodio: 12x09 ''The Sound of Silence'' (2016)
- Fences (2016)
- A Journal for Jordan (2021)

### Productor
- Hank Aaron: Chasing the Dream (1995). Como Productor ejecutivo
- Half Past Autumn: The Life and Works of Gordon Parks (2000) (TV)
- Antwone Fisher (2002)
- The Book of Eli (2010)
- Roman J. Israel, Esq. (2017)